# Вертячинское сельское поселение
Вертя́чинское се́льское поселе́ние — муниципальное образование в Городищенском районе Волгоградской области.
Административный центр — хутор Вертячий.

## История
Вертячинское сельское поселение образовано 14 мая 2005 года в соответствии с Законом Волгоградской области № 1058-ОД.

## Население
| 2010  | 2012  | 2013  | 2014  | 2015  | 2016  | 2017  |
| ----- | ----- | ----- | ----- | ----- | ----- | ----- |
| 1317  | ↘1314 | ↘1291 | ↘1265 | ↘1249 | ↘1240 | ↘1225 |
| 2018  | 2019  | 2020  | 2021  |       |       |       |
| ↗1229 | ↘1203 | ↗1227 | ↘1203 |       |       |       |

## Состав сельского поселения
| № | Населённый пункт | Тип населённого пункта        | Население |
| - | ---------------- | ----------------------------- | --------- |
| 1 | Вертячий         | хутор, административный центр | ↘1203     |